# Jérôme Lulling

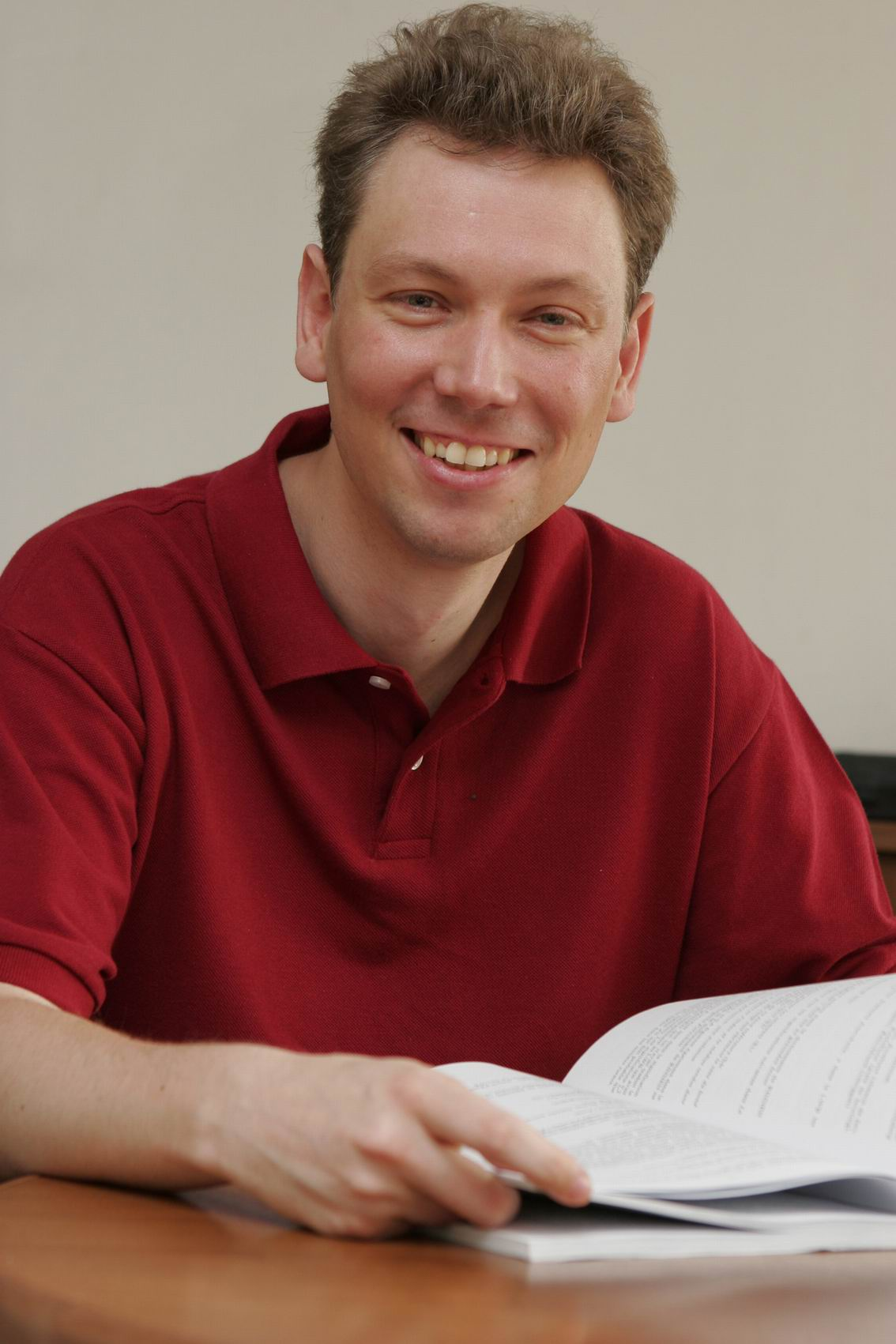
Jérôme Lulling

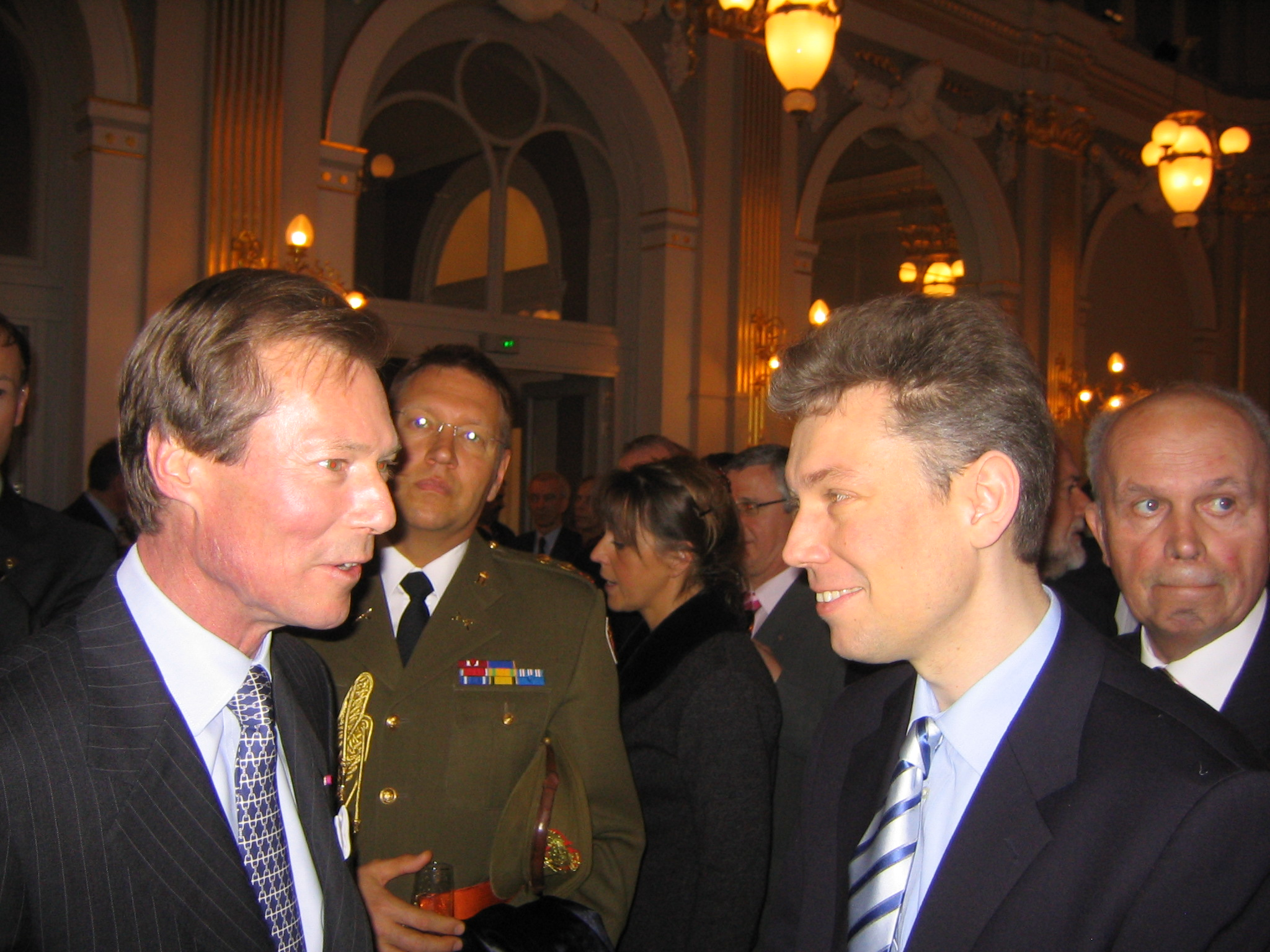
Jérôme Lulling (rechts)

Jérôme Lulling (* vor 1990 in Esch an der Alzette) ist ein luxemburgischer Linguist.
Nach seiner Schulzeit in Beles und Esch studierte er Linguistik an der Universität Paul Valéry in Montpellier. In den 1990er Jahren begann er mit der Informatisierung seiner Muttersprache, dem Luxemburgischen. Er unterrichtet diese Sprache an den Universitäten Trier (seit 2000) und Namur (seit 2004). Seit Dezember 2005 ist er luxemburgisches Mitglied im unabhängigen Expertenkomitee für die Europäische Charta der Regional- oder Minderheitensprachen des Europarats.
Lulling ist Großneffe der luxemburgischen Politikerin Astrid Lulling.

## Arbeiten
- Doktorarbeit über die lexikalische Kreativität im Luxemburgischen an der Universität Paul Valéry Montpellier III (1998–2002)
- Lexikalische Datenbank für die erste luxemburgische Rechtschreibprüfung mit 125.000 Wortformen (Projekt Cortina 2000–2002)
- Co-Autor des luxemburgisch-französischen Wörterbuches Luxdico.com – Editions Schortgen / PUN (2004, 2005)
- Betreuung der Übersetzung von Microsoft Windows sowie Office (2005, 2006)
- Autor der LuxDVD, der ersten DVD, um Luxemburgisch zu lernen – Editions Schortgen (2010)